# Ундина
Ундина (от латински: unda – „вълна“), също позната като нимфа, е женски дух на водата.
Вярват, че ундините съществуват във всички естествени форми на водата – морета, реки, езера, потоци и дори в дъжда. Казва се, че всяка река, езеро, поток бива пазен от ундина, но тя ще се изсели от мястото, ако домът ѝ е замърсен или отровен от човешкото безразсъдство. Най-добрият дар, който може да им се направи, е да им се помогне да почистят дома си, но и простото наслаждаване на красотата му е достатъчно да им повлияе.
Ундините според вярванията могат да излекуват „счупени“ емоции и да „измият“ тъга и болка. Когато се появят, често се показват в красива женска форма – класическа водна нимфа или русалка.